# Daimler DN250
Unter dem Projektnamen Daimler DN250 entwickelte der britische Automobilhersteller Daimler ab 1958 eine viertürige Stufenhecklimousine, die eine Großserienkarosserie der Mittelklasse von Vauxhall mit einem Achtzylindermotor von Daimler verbinden sollte. Sie sollte das neue Einsteigermodell der Marke werden. Das Projekt erreichte nur das Prototypenstadium; eine Serienfertigung kam nicht zustande.

## Geschichte des Projekts

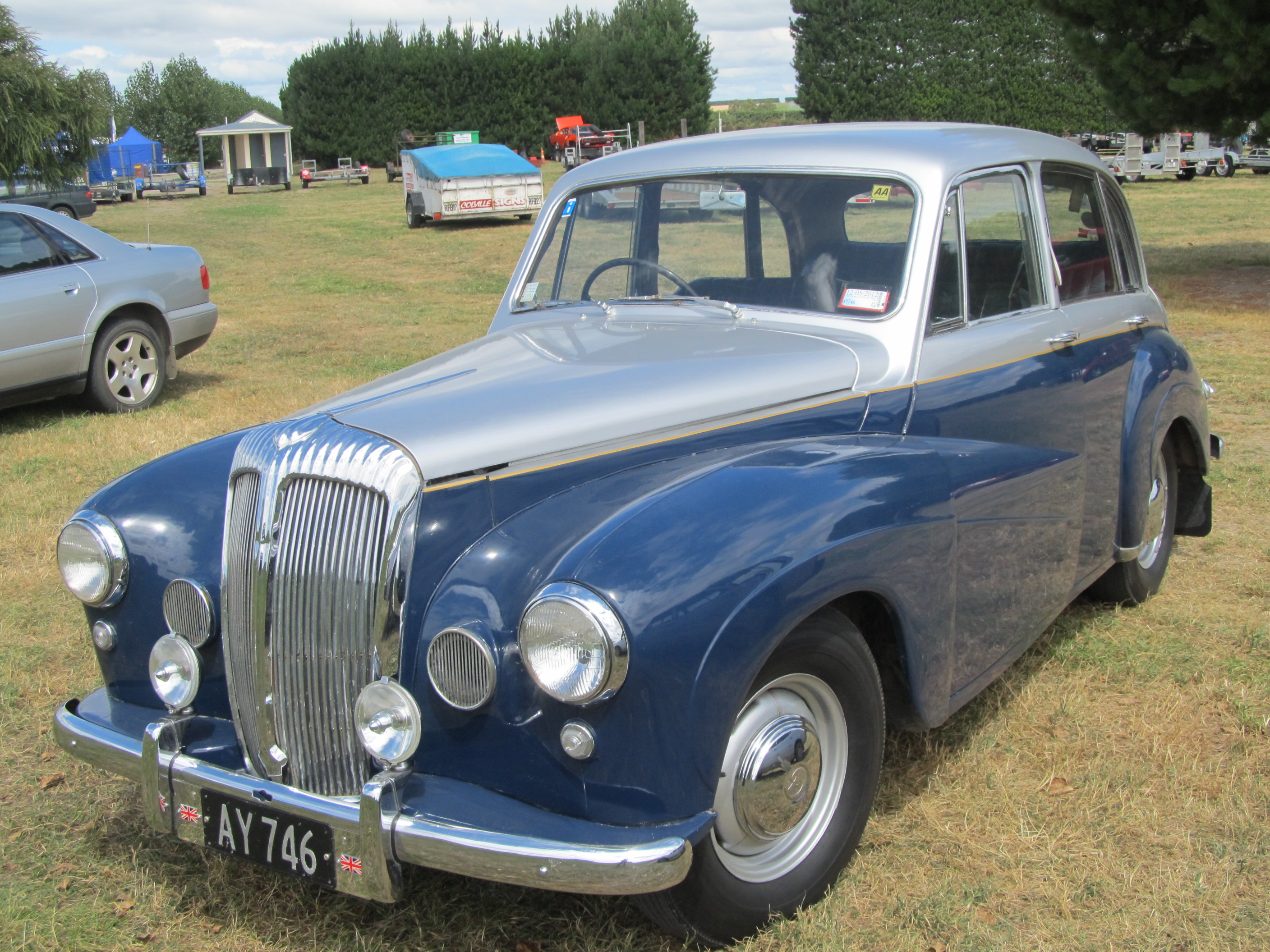
Zu ersetzen: Daimler Conquest (1953–1958)

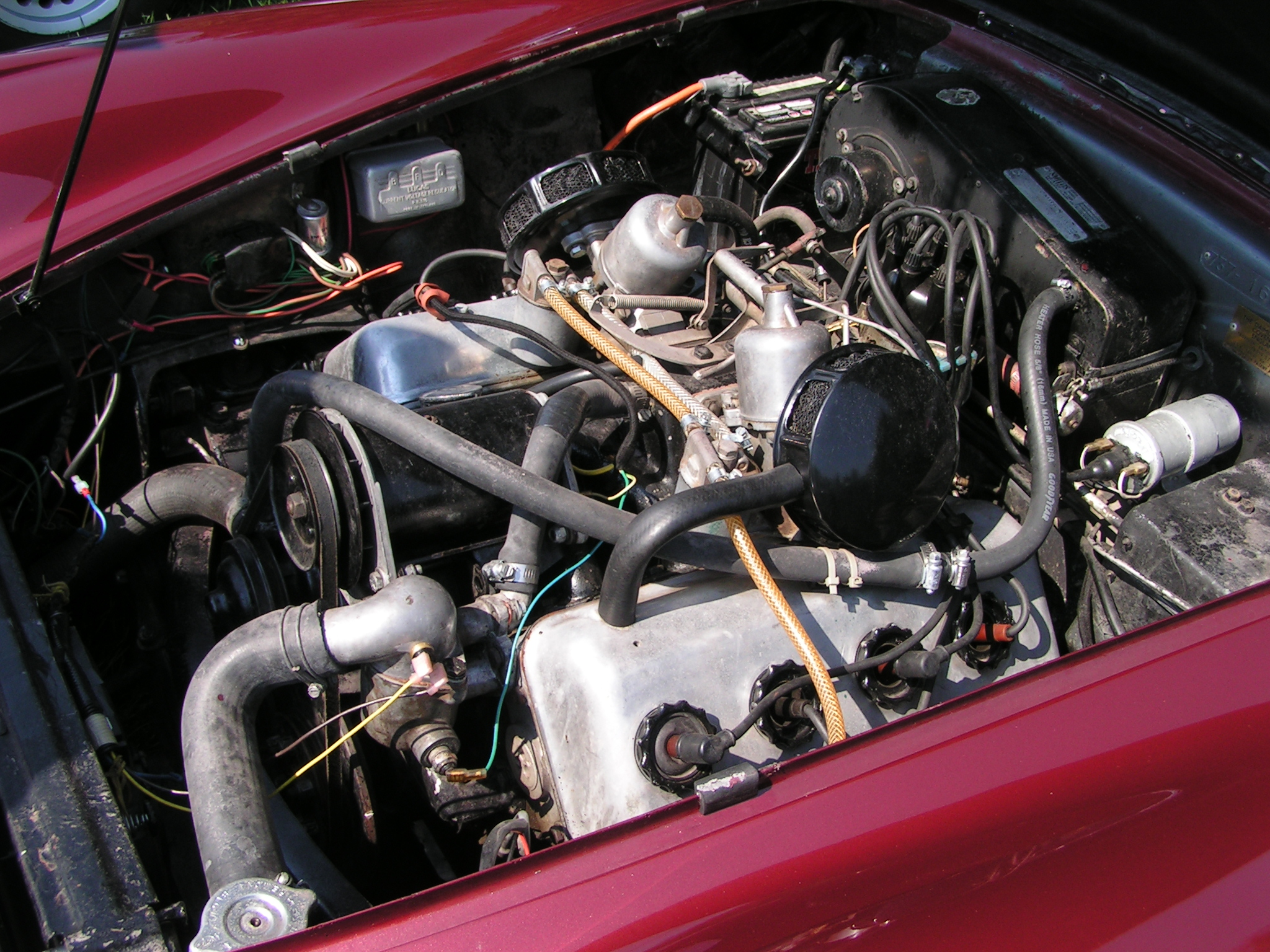
2,5-Liter-Achtzylindermotor von Daimler

Die 1896 gegründete Daimler Motor Company war in der ersten Hälfte des 20. Jahrhunderts einer der exklusivsten britischen Automobilhersteller. Das seit 1910 zur Birmingham Small Arms Company (BSA) gehörende Unternehmen lieferte regelmäßig Fahrzeuge für das britische Königshaus. Die Stellung des Unternehmens änderte sich nach dem Ende des Zweiten Weltkriegs, als der Konkurrent Vanden Plas nach und nach die Marktführung im Bereich der großen Limousinen übernahm. Daimler versuchte daraufhin, parallel zu den weiterhin produzierten Repräsentationsfahrzeugen mit den Modellen Consort und Conquest preisgünstigere Marktsegmente zu bedienen. 
1958 stellte Daimler den Conquest, der auf dem 1950 vorgestellten Lanchester 14 basierte, ein, ohne dass ein unmittelbarer Nachfolger zur Verfügung stand. Zwar hatte es Bemühungen gegeben, einen Conquest-Nachfolger unter Daimlers Tochtermarke Lanchester mit der Modellbezeichnung Sprite zur Serienreife zu bringen; sie waren jedoch bereits 1957 nach dem Bau von 13 Prototypen aus wirtschaftlichen, möglicherweise aber auch aus unternehmenspolitischen Gründen aufgegeben worden.
Die Einstellung der Entwicklung eines Conquest-Nachfolgers war insoweit problematisch, als Daimler dringend ein Auto dieses Formats benötigte. Das Unternehmen hatte 1958 die von Edward Turner geleitete Entwicklung eines 2,5-Liter-Achtzylindermotors abgeschlossen, der primär für den Einsatz in einer kleinen Limousine gedacht war. Die erste serienmäßige Verwendung fand Daimlers 142 PS (104 kW) starker Achtzylinder stattdessen in dem zweisitzigen Sportwagen SP250 („Dart“), der mit Hilfe des Karosseriebauunternehmens Carbodies sehr schnell als Lückenfüller konstruiert worden war. Es war allerdings abzusehen, dass der SP250 als Nischenprodukt nicht in den Stückzahlen verkauft werden konnte, die für eine Rentabilität des Achtzylindermotors nötig waren. Weil Daimler aber nicht genügend Mittel für die Neuentwicklung einer eigenen Limousine hatte, entstand Mitte 1958 im Management die Idee, eine in Großserie produzierte Limousine eines Fremdherstellers zu übernehmen, sie stilistisch zu „daimlerisieren“ („daimlerising“) und mit dem Achtzylindermotor auszurüsten. Konzeptionell griff Daimler damit eine in Großbritannien seit einigen Jahren gängige Praxis auf. Die Aufwertung eines Großserienmodells durch stilistische Modifikationen war bei der British Motor Corporation und der Rootes Group gleichermaßen verbreitet. Beide Konzerne bedienten im Wege dieses Badge Engineering genannten Verfahrens eine ganze Reihe unterschiedlich positionierter Marken mit immer wieder neuen Ableitungen der gleichen Grundkonstruktion.
Nachdem Versuche, einen französischen Panhard Dyna Z zur Grundlage zu machen, wahrscheinlich an politischen Widerständen gescheitert waren, fiel die Wahl nach Vermittlung Edward Turners auf die britische GM-Tochter Vauxhall und deren 1957 eingeführtes Mittelklassemodell Cresta der Baureihe PA. 
Daimler führte das Projekt unter der Bezeichnung DN250, wobei die Zahl 250 auf den Hubraum des Motors (2,5 Liter) Bezug nahm. Parallel dazu gab es einige alternative Überlegungen, wozu auch Versuche gehörten, eine Limousine auf dem verlängerten Chassis des Sportwagens 250SP zu entwickeln (Daimler Dynamic). Sie alle scheiterten, noch im Entwicklungsstadium, im Vorfeld der Übernahme Daimlers durch Jaguar 1960. Jaguar hatte keinen Bedarf für einen modifizierten Vauxhall. Stattdessen rüstete Jaguar die eigene Mark-II-Limousine mit Daimlers Achtzylindermotor aus und verkaufte diese Variante ab 1962 als Daimler 250 V8.
Rolls-Royce unternahm einige Jahre später mit dem auf dem BMC ADO17 aufbauenden Projekt Rolls-Royce Rangoon einen sehr ähnlichen Versuch, der ebenfalls scheiterte.

## Beschreibung

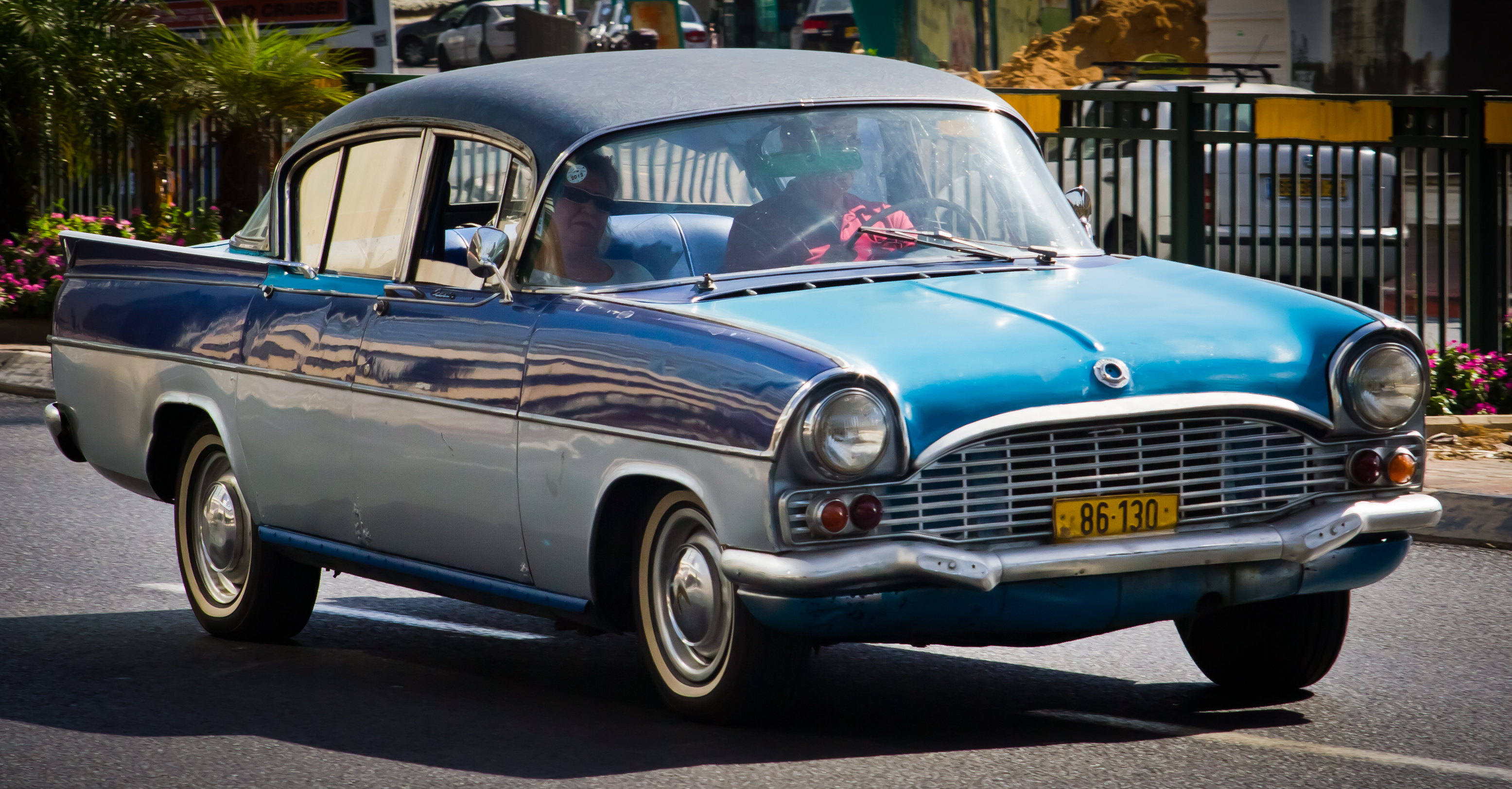
Großserienmodell: Vauxhall Cresta PA

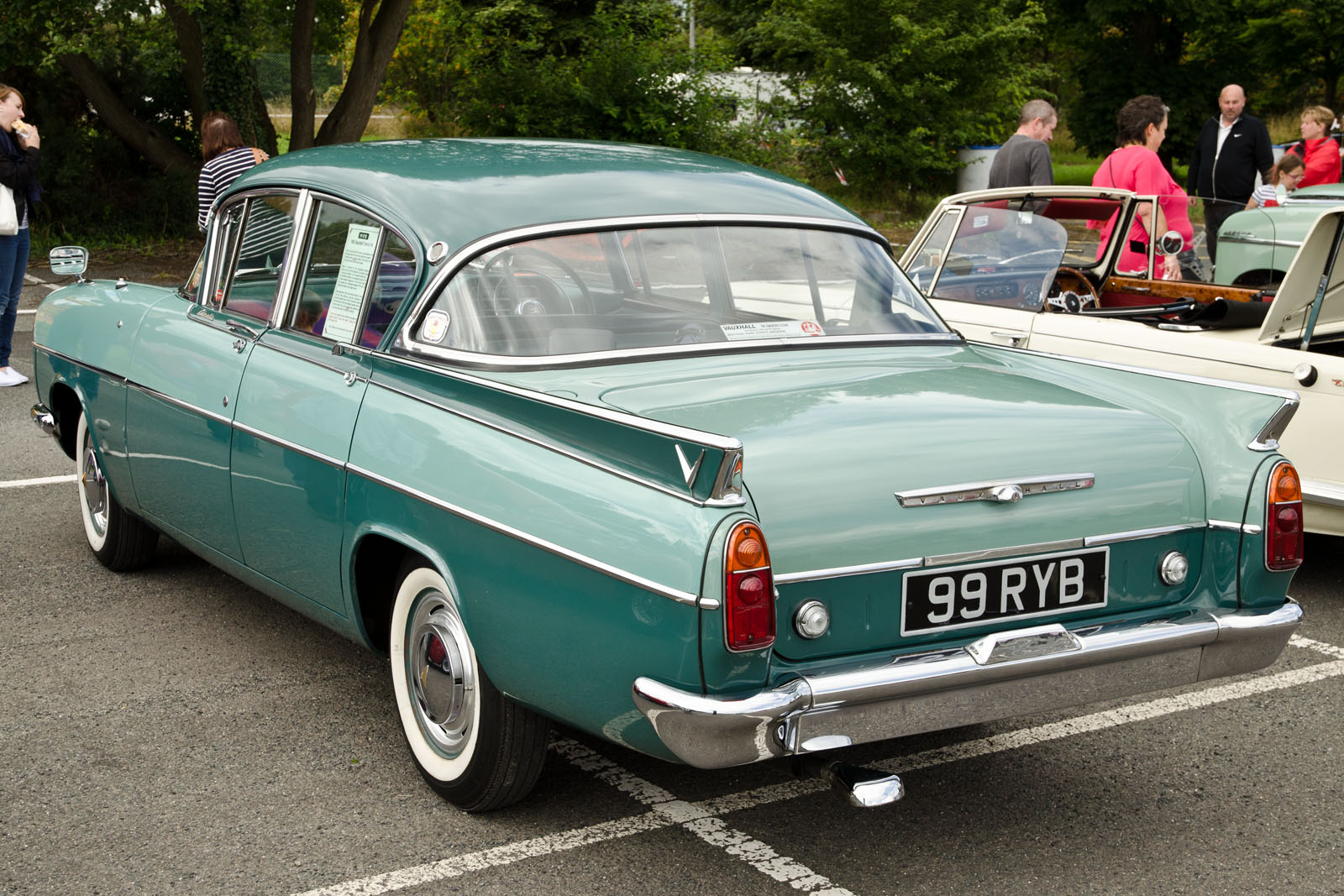
Cresta PA: Panoramascheibe auch hinten

Die Überlegungen aus dem Jahr 1958 gingen dahin, von Vauxhall die selbsttragende Rohkarosserie des viertürigen Vauxhall Cresta zu übernehmen und sie stilistisch so zu verändern, dass sie Daimlers Designtradition entsprach. 
Im Herbst 1958 entstand hierzu eine Reihe von Zeichnungen, bei denen Details teilweise stark voneinander abweichen. Alle Entwürfe stimmen insoweit überein, als sie schwerpunktmäßig eine Veränderung der Frontpartie vorsehen. Die ersten Zeichnungen beschränkten sich noch darauf, das waagerecht ausgerichtete Kühlergitter des Cresta durch ein anders gemustertes Gitter mit einem stilisierten V (für V8) zu ersetzen. Spätere Entwürfe beinhalten den Anbau von Daimlers vertikalem Fluted Grill, während die übrige Frontpartie mit Blech verkleidet sein sollte. Für die Scheinwerfer gab es unterschiedliche Entwürfe. Teilweise waren wie beim Cresta ein Einzelscheinwerfer vorgesehen; mindestens ein Entwurf schlug dagegen runde, nebeneinander angeordnete Doppelscheinwerfer vor, die sich am vorderen Ende der Kotflügel unter einer vorgezogenen Überdachung befinden sollten. Die vordere Panoramascheibe des Cresta sollte erhalten bleiben; Daimler hielt sie für den Fall des Exports in die USA für wichtig. Auch zur Gestaltung der C-Säule variieren die Entwürfe. Während teilweise auch hier die Panoramascheibe des Cresta übernommen werden sollte, sah eine Zeichnung eine breite C-Säule mit einer nur leicht herumgezogenen Heckscheibe vor. Die Heckflossen des Cresta blieben bei allen Entwürfen unverändert.

## Prototyp
Daimler baute einen fahrbereiten Prototyp, bei dem ein Daimler-Achtzylindermotor mit Automatikgetriebe in einen Vauxhall Cresta der Baureihe PA eingebaut wurde, der äußerlich vollständig Vauxhalls Serienmodell entsprach. Der Prototyp wurde bei breit angelegten Probefahrten in England getestet. Sie fanden vor dem Produktionsbeginn des Sportwagens SP250 statt und hatten in erster Linie den Zweck, die Alltagstauglichkeit des Achtzylindermotors zu prüfen.
Außerdem entstand ein Modell im Maßstab 1:1, an dem verschiedene Designvarianten ausprobiert wurden.

## Nachbauten
Einzelne Sammler haben inzwischen das Konzept aufgegriffen und Vauxhall-Cresta-Limousinen mit Daimlers Achtzylindermotoren ausgestattet.